# ユーセフ・ザラル
ユーセフ・ザラル（アラビア語: يوسف زلال、英語: Youssef Zalal、1996年9月4日 - ）は、モロッコの男性総合格闘家。カサブランカ出身。ファクトリーX所属。UFC世界フェザー級ランキング9位。

## 来歴
モロッコのカサブランカで生まれ、幼少期は他の子供達と喧嘩に明け暮れる問題児であった。10歳の時に母親がアンガーマネジメントの手段としてザラルにキックボクシングを習わせ、15歳の時にアメリカ合衆国へ移住した。2017年にプロ総合格闘技デビュー。

### UFC
2020年2月8日、UFC初参戦となったUFC 247でオースティン・リンゴと対戦し、3-0の判定勝ち。
2020年10月11日、UFC Fight Night: Moraes vs. Sandhagenでイリア・トプリアと対戦し、0-3の判定負け。
2022年8月13日、バンタム級転向初戦となったUFC on ESPN: Vera vs. Cruzでダモン・ブラックシアと対戦し、0-1の判定ドロー。この試合を最後にUFCからリリースされた。

### UFCリリース後
2022年11月18日、フェザー級復帰戦となったSparta Combat League 93でエドウィン・チャベスと対戦し、パウンドで1RTKO勝ち。2023年8月19日、Sparta Combat League 98で行われた1回戦がボクシングルール、準決勝がキックボクシングルール、決勝が総合格闘技ルールのワンデイトーナメントに出場し、優勝した。

### UFC復帰
2024年3月23日、UFC復帰戦となったUFC on ESPN: Ribas vs. Namajunasでビリー・クアランティーロと対戦し、リアネイキドチョークで2R一本勝ち。当初、ザラルは同月から行われるUFC登竜門番組『The Ultimate Fighter』のシーズン32に参加予定であったが、クアランティーロの対戦相手であったガブリエル・ミランダの欠場により、急遽ザラルが代役に抜擢されUFC復帰を果たした。
2024年8月10日、UFC on ESPN: Tybura vs. Spivac 2でヤルノ・エレンスと対戦し、リアネイキドチョークで1R一本勝ち。パフォーマンス・オブ・ザ・ナイトを受賞した。
2024年11月2日、UFC Fight Night: Moreno vs. Albaziでジャック・ショアと対戦し、右膝蹴りでダウンを奪い肩固めで2R一本勝ち。2試合連続のパフォーマンス・オブ・ザ・ナイトを受賞した。
2025年2月15日、UFC Fight Night: Cannonier vs. Rodriguesでフェザー級ランキング10位のカルヴィン・ケイターと対戦し、3-0の判定勝ち。

## 戦績

### 総合格闘技
| 総合格闘技 戦績 | 総合格闘技 戦績 | 総合格闘技 戦績 | 総合格闘技 戦績 | 総合格闘技 戦績 | 総合格闘技 戦績 | 総合格闘技 戦績 |
| --------------- | --------------- | --------------- | --------------- | --------------- | --------------- | --------------- |
| 23 試合         | (T)KO           | 一本            | 判定            | その他          | 引き分け        | 無効試合        |
| 17 勝           | 4               | 9               | 4               | 0               | 1               | 0               |
| 5 敗            | 0               | 0               | 5               | 0               | 1               | 0               |

| 勝敗 | 対戦相手                 | 試合結果                      | 大会名                                                    | 開催年月日     |
| ○    | カルヴィン・ケイター     | 5分3R終了 判定3-0             | UFC Fight Night: Cannonier vs. Rodrigues                  | 2025年2月15日  |
| ○    | ジャック・ショア         | 2R 0:59 肩固め                | UFC Fight Night: Moreno vs. Albazi                        | 2024年11月2日  |
| ○    | ヤルノ・エレンス         | 1R 3:52 リアネイキドチョーク  | UFC on ESPN 61: Tybura vs. Spivac 2                       | 2024年8月10日  |
| ○    | ビリー・クアランティーロ | 2R 1:50 リアネイキドチョーク  | UFC on ESPN 53: Ribas vs. Namajunas                       | 2024年3月23日  |
| ○    | ワジム・ザドニプリャニ   | 1R 3:48 肩固め                | Sparta Combat League 98 【KOSフェザー級トーナメント決勝】 | 2023年8月19日  |
| ○    | ジェイク・チャイルダース | 1R 1:53 TKO（左ボディブロー） | Sparta Combat League: Fight Night 14                      | 2023年1月20日  |
| ○    | エドウィン・チャベス     | 1R 3:44 TKO（パウンド）       | Sparta Combat League 93                                   | 2022年11月18日 |
| △    | ダモン・ブラックシア     | 5分3R終了 判定0-1             | UFC on ESPN 41: Vera vs. Cruz                             | 2022年8月13日  |
| ×    | ショーン・ウッドソン     | 5分3R終了 判定1-2             | UFC Fight Night: Rozenstruik vs. Sakai                    | 2021年6月5日   |
| ×    | チェ・スンウ             | 5分3R終了 判定0-3             | UFC Fight Night: Overeem vs. Volkov                       | 2021年2月6日   |
| ×    | イリア・トプリア         | 5分3R終了 判定0-3             | UFC Fight Night: Moraes vs. Sandhagen                     | 2020年10月11日 |
| ○    | ピーター・バレット       | 5分3R終了 判定3-0             | UFC Fight Night: Lewis vs. Oleinik                        | 2020年8月8日   |
| ○    | ジョーダン・グリフィン   | 5分3R終了 判定3-0             | UFC on ESPN 12: Poirier vs. Hooker                        | 2020年6月27日  |
| ○    | オースティン・リンゴ     | 5分3R終了 判定3-0             | UFC 247: Jones vs. Reyes                                  | 2020年2月8日   |
| ○    | ハイメ・エルナンデス     | 1R 2:15 KO（左飛び膝蹴り）    | LFA 79: Royval vs. Williams                               | 2019年11月22日 |
| ×    | マット・ジョーンズ       | 5分3R終了 判定1-2             | LFA 65: Royval vs. Sanchez                                | 2019年5月3日   |
| ×    | チェペ・マリスカル       | 5分3R終了 判定0-3             | LFA 57: Zalal vs. Mariscal                                | 2019年1月18日  |
| ○    | スティーブン・メリル     | 1R 3:22 ブラボーチョーク      | LFA 56: Hubbard vs. Mota                                  | 2018年12月7日  |
| ○    | ダニエル・ソト           | 2R 1:38 リアネイキドチョーク  | LFA 39: Heinisch vs. Checco                               | 2018年5月4日   |
| ○    | ジョーイ・バンクス       | 3R 1:58 腕ひしぎ十字固め      | Paramount MMA: Contenders                                 | 2018年3月16日  |
| ○    | クレイ・ワイマー         | 2R 2:42 ギロチンチョーク      | Mile High MMAyhem 1                                       | 2017年10月27日 |
| ○    | モーリス・サラザール     | 2R 4:41 TKO（パンチ連打）     | LFA 22: Heinisch vs. Perez                                | 2017年9月8日   |
| ○    | マイケル・サントス       | 3R 1:38 ブラボーチョーク      | Sparta Combat League 61                                   | 2017年8月19日  |

### プロボクシング
- プロボクシング：1戦 1勝 無敗

| 戦           | 日付          | 勝敗 | 時間 | 内容    | 対戦相手       | 国籍           | 備考                                          |
| ------------ | ------------- | ---- | ---- | ------- | -------------- | -------------- | --------------------------------------------- |
| 1            | 2023年8月19日 | ☆    | 4R   | 判定3-0 | ミルトン・ロケ | アメリカ合衆国 | プロデビュー戦 KOSフェザー級トーナメント1回戦 |
| テンプレート |               |      |      |         |                |                |                                               |

### キックボクシング
| キックボクシング 戦績 | キックボクシング 戦績 | キックボクシング 戦績 | キックボクシング 戦績 | キックボクシング 戦績 | キックボクシング 戦績 | キックボクシング 戦績 |
| --------------------- | --------------------- | --------------------- | --------------------- | --------------------- | --------------------- | --------------------- |
| 1 試合                | (T)KO                 | 判定                  | その他                | 引き分け              | 無効試合              |                       |
| 1 勝                  | 1                     | 0                     | 0                     | 0                     | 0                     |                       |
| 0 敗                  | 0                     | 0                     | 0                     | 0                     | 0                     |                       |

| 勝敗 | 対戦相手             | 試合結果                          | 大会名                                                      | 開催年月日    |
| ○    | ダリエン・ロビンソン | 2R 1:53 TKO（レフェリーストップ） | Sparta Combat League 98 【KOSフェザー級トーナメント準決勝】 | 2023年8月19日 |

## 獲得タイトル
- King of Spartaフェザー級トーナメント 優勝（2023年）

## 表彰
- UFC パフォーマンス・オブ・ザ・ナイト（2回）